# Widlaczek
Widlaczek (Spartonoica maluroides) – gatunek średniej wielkości ptaka z rodziny garncarzowatych (Furnariidae). Zasiedla centralną Amerykę Południową. Nie jest zagrożony wyginięciem.
Długość ciała wynosi około 14 cm. Na głowie charakterystyczna kasztanowa czapeczka. Wierzch ciała jasnobrązowy, pokryty czarnymi pasami. Skrzydła czarniawe, pióra o ochrowych obrzeżeniach. Spód zaś biały z brązowym odcieniem na piersi i bokach. Sterówki jasnokasztanowe, dwie środkowe wydłużone.
Środowisko życia gatunku stanowią mokradła. Żywi się bezkręgowcami zbieranymi z roślin. Gniazdo mieści się w kępie trawy, budulec stanowią trzciny i inne trawy, różne liście i patyki. W lęgu 3 jaja. Inkubacja trwa około 13 dni. Młode pozostają w gnieździe około 12 dni.

## Taksonomia

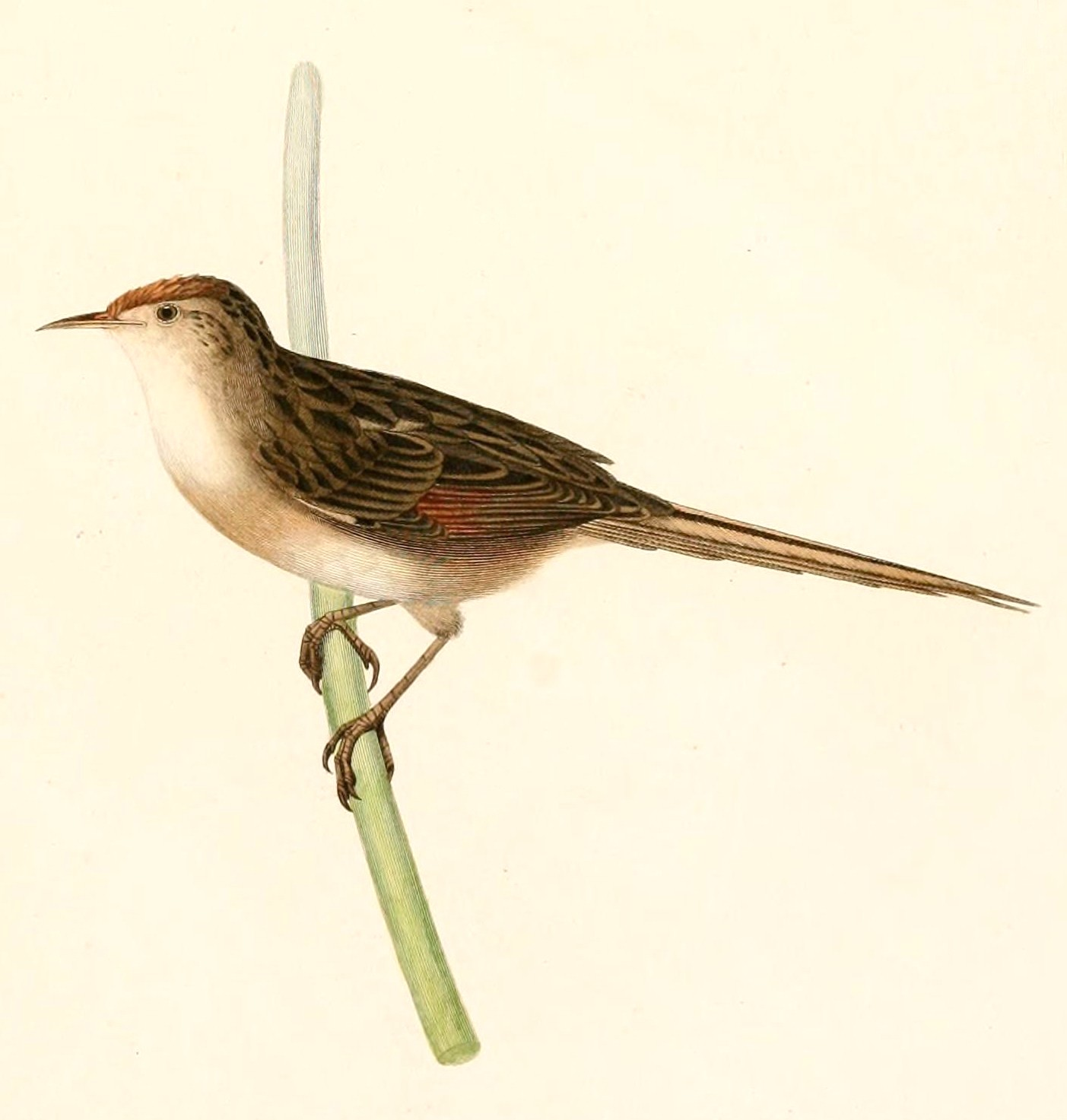
Widlaczek na grafice w publikacji d’Orbigny’ego z 1847 roku

Gatunek po raz pierwszy opisali w roku 1837 Alcide d’Orbigny i Frédéric de Lafresnaye w „Magasin de zoologie”. Przydzielili go do rodzaju Synallaxis pod nazwą Synallaxis mauluroides. Holotyp pochodził z Buenos Aires (Argentyna). Opis zawierał morfologię oraz długość ciała.
W roku 1922, w czasopiśmie „El hornero”, na wykazie gatunków widlaczek widniał pod nazwą Asthenes maluroides.
Według IOC widlaczek należy do monotypowego rodzaju Spartonoica. Rodzaj ten utworzył James Lee Peters, opis ukazał się w 1950 roku w „Journal of the Washington Academy of Sciences”. Odnotowano, że rzeczywiście ów ptak przypomina przedstawicieli rodzaju Asthenes, jednak posiada bardzo wyraźnie stopniowany ogon oraz ostro zakończone sterówki. Dodatkowo wszyscy przedstawiciele rodzaju Asthenes posiadają ubarwioną inaczej od pozostałych partii upierzenia plamę na gardle, zaś widlaczka cechuje brak takowej. Na podstawie tych cech J.L. Peters utworzył dla widlaczka nowy rodzaj.
Obecnie według IOC jest to gatunek monotypowy. Rodzaj Spartonoica stanowi rodzaj siostrzany wobec Pseudoseisura.
Etymologia nazwy naukowejNazwa rodzajowa pochodzi od dwóch greckich słów sparton (trawa, krzew) oraz oikos – mieszkanie. Nazwa gatunkowa maluroides odnosi się do rodzaju Malurus (chwostki), cząstka -oides oznacza podobieństwo.

## Morfologia
Według pierwszego opisu całkowita długość ciała wynosi 15 cm, zaś Ridgely i Tudor podają długość 14–14,5 cm. Dymorfizm płciowy słabo widoczny, samice posiadają jaśniejszą plamę z wierzchu głowy. Masa ciała wynosi 8,85–12 g. Dalsze wymiary średnie (dla okazów z Muzeum Brytyjskiego): skrzydło około 5 cm, ogon 7,3 cm.
Czoło i wierzch głowy kasztanowe. Tył głowy, szyja oraz grzbiet płowobrązowe, pokryte gęsto rozmieszczonymi czarnymi paskami. Policzki białe. Skrzydła czarniawe, pióra obrzeżone w barwie ochry. Nasady lotek II rzędu jasnobrązowe, tworzą pas. Sterówki jasnokasztanowe, dwie środkowe posiadają czarną plamę na chorągiewce wewnętrznej. Spód ciała biały, pierś i boki lekko brązowawe. Pokrywy podskrzydłowe białe. Dziób i nogi o barwie rogu. Tęczówki białe do niebieskawych.

### Pierzenie
Pewien osobnik złapany 7 lutego w okolicach Lascano (Urugwaj) przechodził pierzenie lotek i sterówek.
W raporcie z podróży okrętu HMS Beagle znajduje się następująca notka:

Ich miękkie sterówki wykazują oznaki zużycia, choć nigdy nie używają ich, jak to czynią pełzacze, do podpierania się. Sterówki były (przynajmniej w czerwcu) tak luźno osadzone, że rzadko pozyskiwałem okazy ze wszystkimi [sterówkami] w doskonałym stanie; i widziałem ich (zwłaszcza S. maluroides) wiele latających niemal bez ogona.

## Zasięg występowania
Całkowity zasięg występowania szacuje się na 1 380 000 km². Najdalej na północy zasiedla brazylijski stan Rio Grande do Sul, dalej na południe spotykany jest w całym Urugwaju, zaś w centralnej Argentynie zamieszkuje prowincje Formosa, Chaco, Corrientes, Entre Ríos oraz Buenos Aires na zachód do Córdoby, Santiago del Estero i Mendozy, a na południe do Río Negro. Osiadły, jednak sezonowe zmiany w liczebności sugerują krótkie migracje na poziomie lokalnym.

### Środowisko
Zasiedla mokradła z wodą słodką lub słonawą, cechujące się obecnością roślin z rodzajów mikołajek (Eryngium), sitowie (Scirpus) i spartina (Spartina) oraz pola ryżowe; prócz tego spotykany w zbiorowiskach traw Paspalum quadrifolium. Jeden z dostępnych opisów wspomina o tym, że ptaki te obserwowane są rzadko na ziemi, a częściej w zbiorowiskach sitów (Juncus). Spotyka się je do wysokości 900 m n.p.m.

## Behawior
Z powodu krótkich skrzydeł widlaczek nie lata długo, ląduje po przeleceniu 100–200 metrów. Zaniepokojony chowa się w kępie trawy, polegając na maskującym upierzeniu. Pożywienie stanowią bezkręgowce, głównie owady i pająki; odnotowano przedstawicieli chrząszczy (Coleoptera), sieciarek (Neleoptera) oraz błonkoskrzydłych (Hymenoptera). Zbiera je z powierzchni roślin, zazwyczaj żeruje samotnie.

### Głos
Odzywa się szorstko i rechocząco, trwającym 2–3 s suchym mechanicznym trylem. W trakcie pieśni samiec siada na oście lub łodydze i wydaje w krótkich odstępach czasu głos przypominający głos wydawany przez prostoskrzydłe.

## Lęgi
Okres składania jaj w Urugwaju przypada na wczesny październik. 7 grudnia 2005 roku w stanie Rio Grande do Sul odnaleziono gniazdo z pisklętami, mającymi 5–6 dni, natomiast inne źródło mówi o jajach odnalezionych w styczniu.
Prawdopodobnie preferowanym miejscem na gniazdo są obrzeża mokradeł lub ich suchsze miejsca. Zbudowane z traw, patyków i trzcin, niemalże kuliste, o średnicy około 15,2–17,7 cm, posiada ono wplecione w konstrukcję błoto, zaś wyściółka jest uboga. Mieści się między kępami traw lub zbóż. Gniazdo z pierwszego odnotowanego w Brazylii lęgu mieściło się w wysokiej na około 1,3 m kępie trawy Spartina densiflora. Umiejscowione w centralnej części kępy, nie było widoczne z zewnątrz. Budulec stanowiły liście oczeretu amerykańskiego (Scirpus olneyi) oraz Spartina densiflora. Niższą część gniazda cechowało staranniejsze wykonanie, miała kształt kubeczka i stanowiła komorę gniazdową o średnicy 138,5 mm; wyściółkę stanowił puch podobny do bawełnianego.
Na lęg składają się 3 lub 4 jasnoniebieskie jaja bez plamek; inne źródło podaje barwę czysto białą. W gnieździe odnalezionym w grudniu w Rio Grande do Sul znajdowały się trzy pisklęta. W trakcie badań prowadzonych w Argentynie w latach 2005–2007 średnia wielkość zniesienia wynosiła 3,17 jaja na lęg (n = 29; 22 gniazda z trzema jajami, sześć gniazd z czterema jajami i jedno z dwoma jajami). Wymiary średnie dla 3 jaj zebranych w roku 1909 to 17x14 mm. Okres inkubacji wynosi około 13 dni. U obu płci występuje plama lęgowa oraz oba ptaki z pary wysiadują.
W gnieździe znalezionym w Rio Grande do Sul znajdowały się trzy pisklęta w wieku 5–6 dni. Ich pióra przebiły się przez skórę, jednakże osłonki nie zaczynały pękać. Nie występował ząb jajowy, oczy były częściowo otwarte. Młode nie poruszały się z wyjątkiem unoszenia głowy i otwierania dziobów. Z zewnątrz gniazda nie słyszano nawoływań; wzięte na rękę pisklę głośno piszczało. Zarówno zewnętrzna, jak i wewnętrzna strona dzioba  oraz zajady miały barwę płową.
Również oba ptaki opiekują się młodymi. W trakcie badań w Rio Grande do Sul jeden z ptaków, widząc osobę badającą pisklę, zaczął głośno nawoływać. Na terytorium wtargnął również mokradnik czubaty (Pseudocolopteryx sclateri) oraz kilka szuwarników (Phleocryptes melanops), jednakże dorosłe nie próbowały ich odstraszać. W trakcie około 6-godzinnej obserwacji odnotowano 74 wizyty przy gnieździe. Ptaki szukały pożywienia zwykle około 100 m od kępy z gniazdem. Większość przynoszonych zdobyczy nie dało się pewnie rozpoznać, jednakże były to stawonogi mierzące zwykle powyżej 5 mm. Do rozpoznanych należały muchówka (Diptera), ważka (Odonata), przedstawiciel prostoskrzydłych (Orthoptera), trzy małe motyle (Lepidoptera) oraz dwie nieokreślone larwy.
Młode przebywają w gnieździe około 11–14 dni. Brak szczegółowych danych na temat opierzania się i wieku rozrodczego. Przeżywalność młodych wynosi 51%, co jest dobrym wynikiem w porównaniu do innych gatunków żyjących na mokradłach.

## Status i zagrożenia
Przez IUCN widlaczek od 2022 roku klasyfikowany jest jako gatunek najmniejszej troski (LC, Least Concern); wcześniej uznawany był za gatunek bliski zagrożenia (NT, Near Threatened). Całkowita liczebność nie jest znana, jednak ma trend lekko spadkowy. Zagrożenie dla gatunku stanowi celowe osuszanie bagien dla uzyskania terenów rolniczych oraz wysuszanie się mokradeł na skutek sadzenia eukaliptusów i sosen. Gatunek występuje na terenie kilku parków narodowych, takich jak: Park Narodowy Ansenuza, Park Narodowy Chaco, Park Narodowy Río Pilcomayo, Park Narodowy Ciervo de los Pantanos oraz Park Narodowy Lagoa do Peixe.